# Adèle Haenel

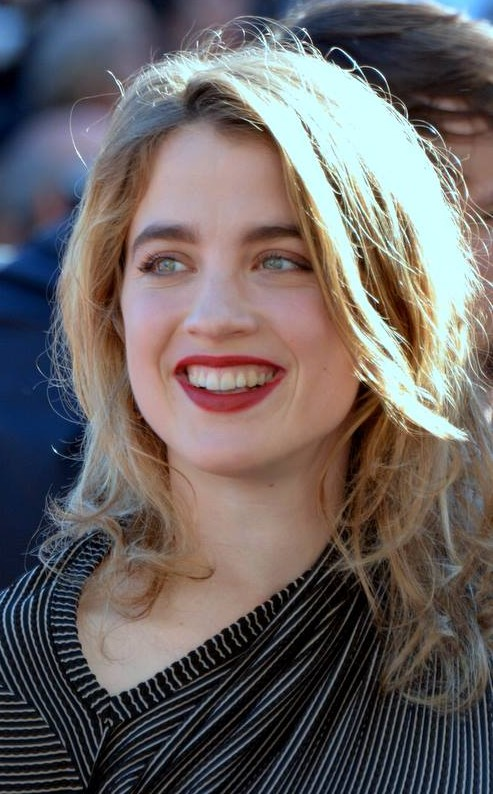
Adèle Haenel (2017)

Adèle Haenel (* 11. Februar 1989 in Paris) ist eine französische Schauspielerin, die von 2002 bis 2021 in über 30 Spielfilmen mitwirkte und zweimal mit dem Filmpreis César ausgezeichnet wurde. Sie ist eine der Protagonistinnen der französischen MeToo-Bewegung und engagiert sich öffentlich gegen Sexismus und Diskriminierungen.

## Leben
Adèle Haenel ist die Tochter einer französischen Lehrerin und eines aus Graz stammenden österreichischen Übersetzers. Sie besuchte Theaterkurse in Montreuil und bekam mit 13 Jahren die Hauptrolle in Kleine Teufel.
Bekannt wurde sie 2007 durch ihre Rolle der Floriane in dem Film Water Lilies, dem Debütfilm der Regisseurin Céline Sciamma, für den sie 2008 als beste Nachwuchsdarstellerin für den César nominiert wurde. 2009 wurde sie für die Rolle der Lucie in dem Filmdrama Frau und frei! mit dem Darstellerpreis auf dem Festival Cinéma tous écrans de Genève ausgezeichnet.
2012 wurde Haenel von der European Film Promotion zum französischen „Shooting Star“ ernannt und für ihre Darstellung einer jungen Prostituierten in Bertrand Bonellos Historienfilm Haus der Sünde erhielt sie eine weitere César-Nominierung. 2014 gewann sie den César als beste Nebendarstellerin für ihre Rolle in dem Film Die unerschütterliche Liebe der Suzanne. Während ihrer Dankesrede outete sie sich als lesbisch und dankte ihrer damaligen Lebensgefährtin Céline Sciamma. Im Folgejahr gewann sie einen César als Beste Hauptdarstellerin für Liebe auf den ersten Schlag.

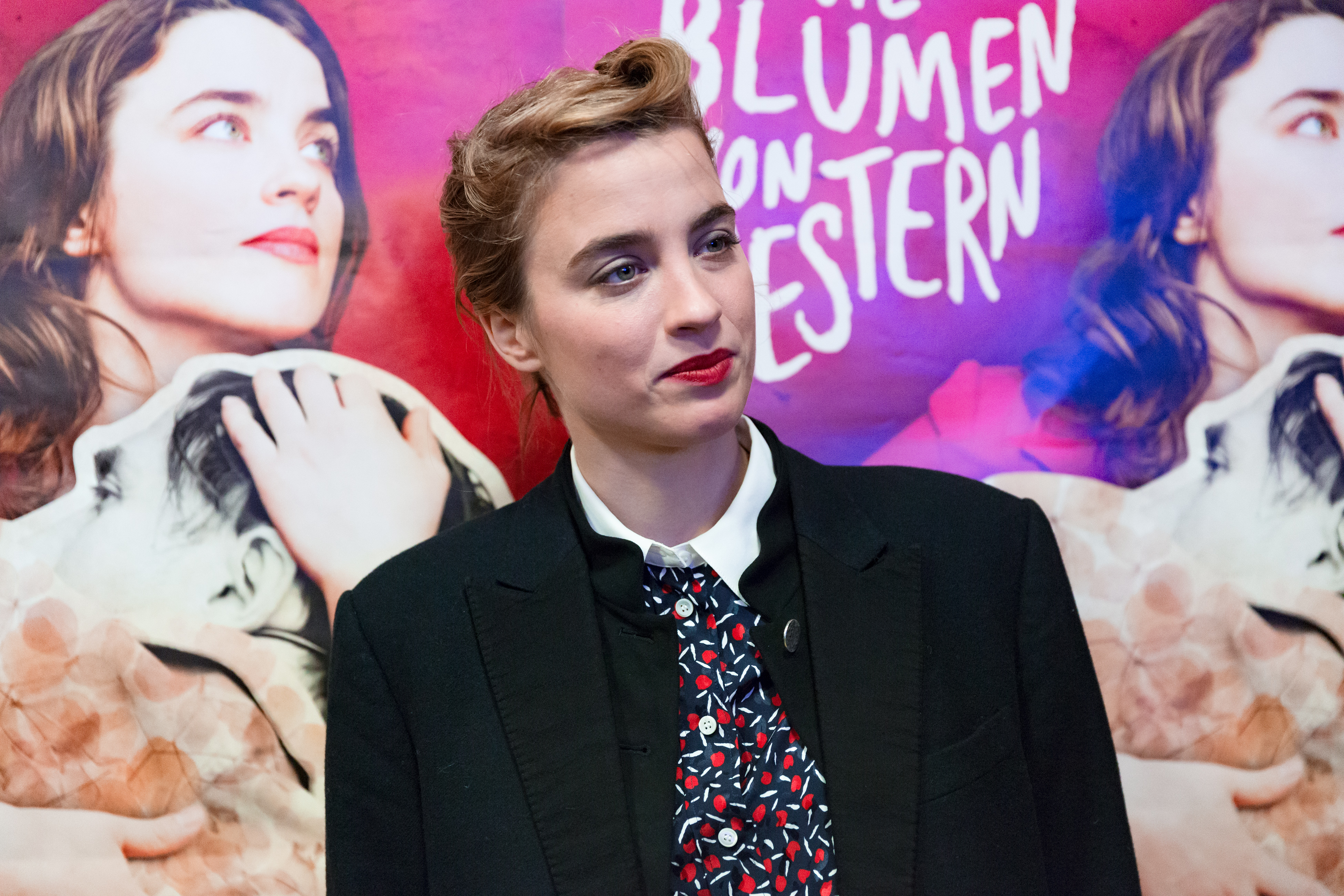
Adèle Haenel 2017 an der Österreichpremiere von „Die Blumen von Gestern“

2019 spielte sie an der Seite von Noémie Merlant eine der beiden Hauptrollen in Porträt einer jungen Frau in Flammen von Céline Sciamma. 

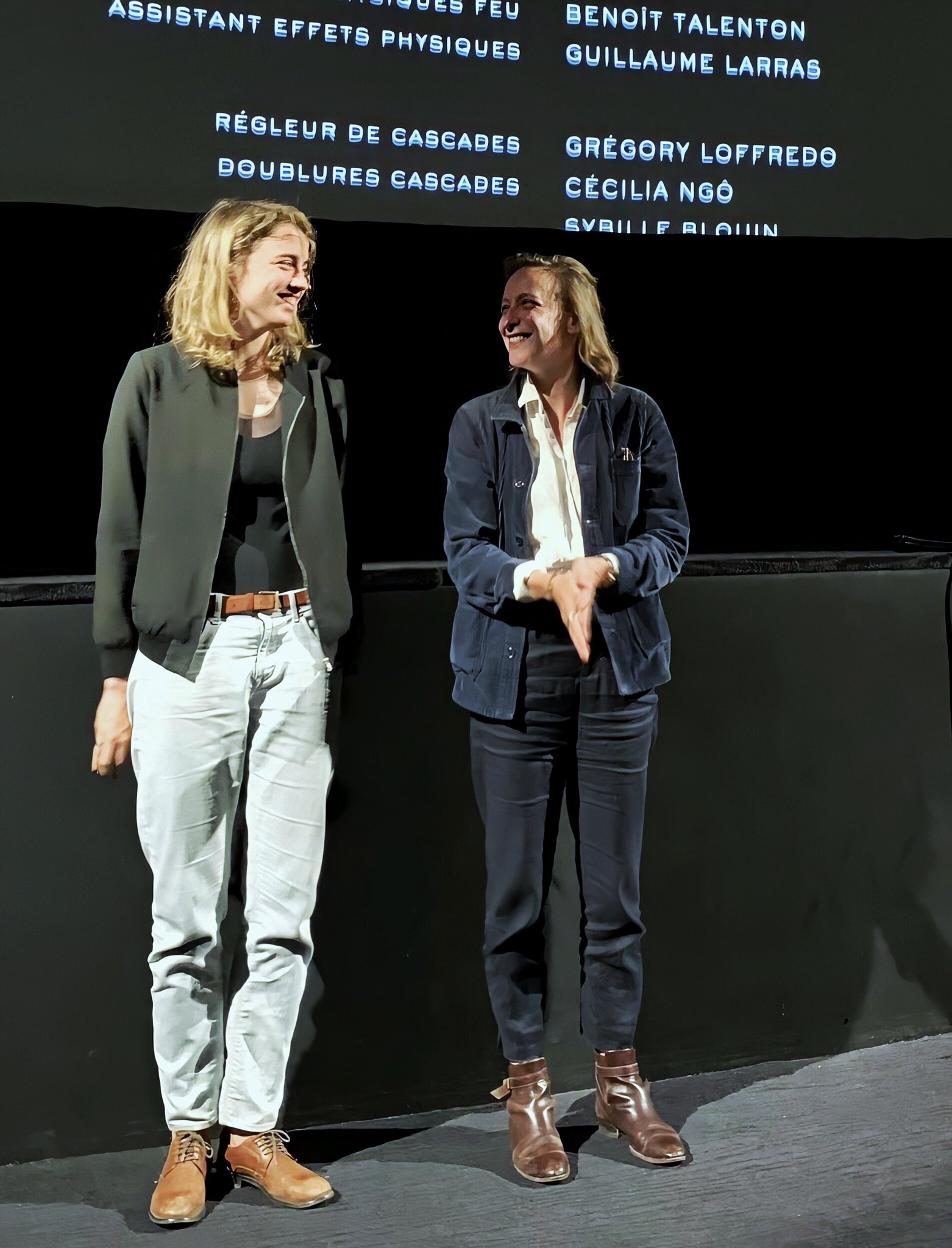
Adèle Haenel und Céline Sciamma 2019

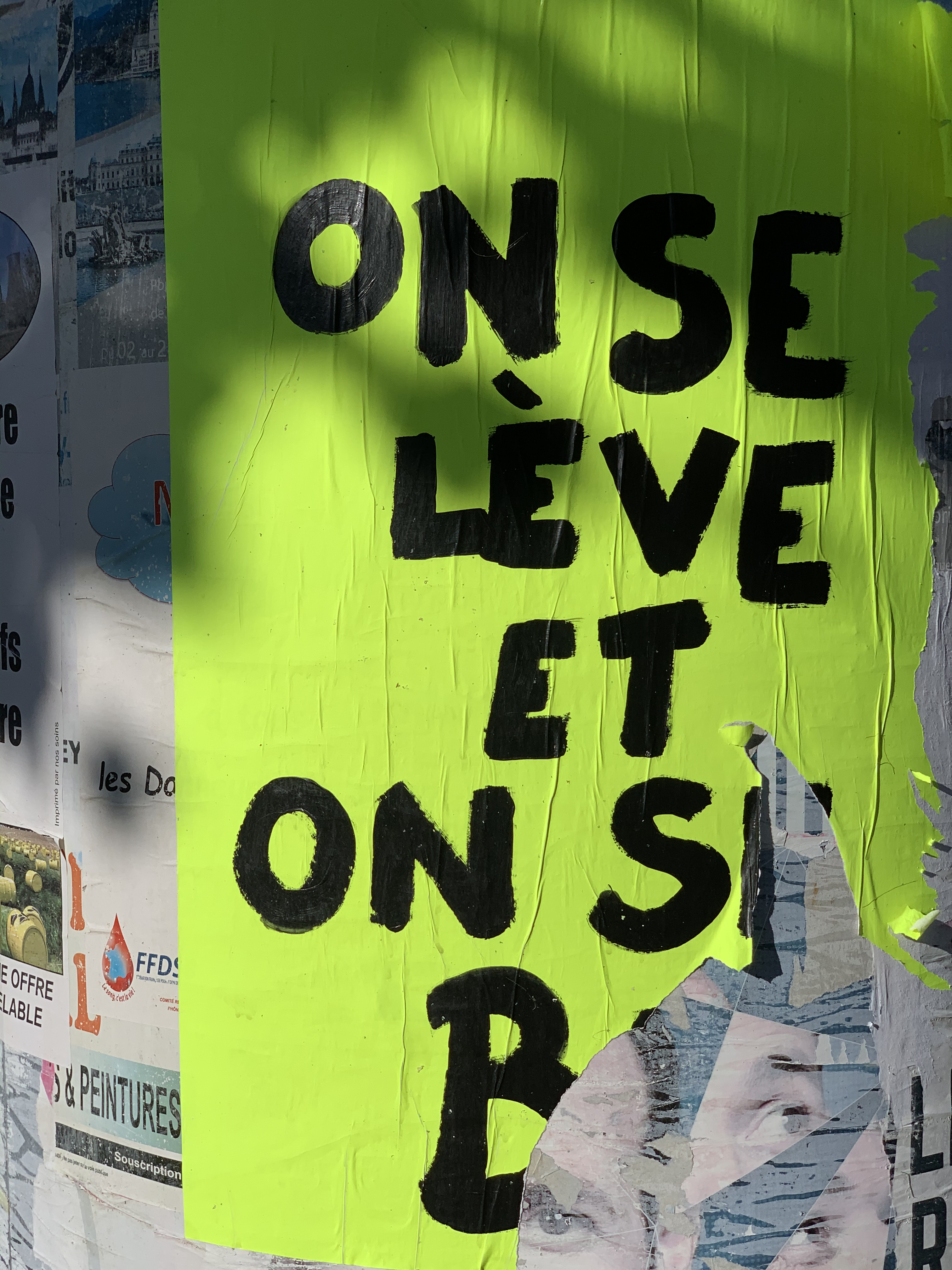
Plakat mit Inschrift „Wir stehen auf und hauen ab“ in Anspielung auf Haenels Reaktion bei der César Verleihung 2020, als Zitat aus Despentes Text zur Würdigung dieses Schrittes.

Ende Juni 2020 wurde Haenel eingeladen, Mitglied der Academy of Motion Picture Arts and Sciences zu werden. Nach eigener Aussage nahm sie die Einladung nicht an.
2021 wurde der Dokumentarfilm Retour à Reims (Rückkehr nach Reims) nach einem autobiographischen Buch von Didier Eribon in Cannes vorgestellt. Haenel übernahm den gesprochenen Part im Film.
Von 2021 bis 2022 spielte Adèle Haenel in dem Theaterstück L’Étang / Der Teich, einer Inszenierung von Gisèle Vienne nach Robert Walser, zugleich den Teenager Fritz und dessen Geschwister. Fritz versucht die Liebe seiner Mutter durch einen vorgetäuschten Suizid auf die Probe zu stellen. Haenel erhielt für ihre Darbietung, die im deutschsprachigen Raum unter anderem bei den Wiener Festwochen gezeigt wurde, begeisterte Kritiken.
Im Mai 2022 gab Haenel dem Wiener Magazin FAQ ein Interview, in dem sie ihre Kritik an den Strukturen der Filmbranche ausführte und bestätigte, dass sie dem Kino aus politischen Gründen bewusst den Rücken kehre, um sich dem Theater und weiteren Projekten mit Gisèle Vienne zu widmen. Sie könne trotz aller Lippenbekenntnisse keinen Wandel in der Filmbranche ausmachen. Am Theater seien die finanziellen Einsätze geringer und damit die Freiräume etwas größer. „Wenn ich heute in dieser Kinobranche bleiben würde, würde ich zu einer Art feministischer Garantie für diese männliche und patriarchalische Industrie. Mein Traum ist es, klar zu machen: Diese Industrie verteidigt eine kapitalistische, patriarchalische, rassistische, sexistische, generell strukturelle Welt der Ungleichheit.“ Mit ausschlaggebend für die Entscheidung sei eine kürzliche Zusammenarbeit mit dem Filmregisseur Bruno Dumont gewesen, der nicht bereit war, auf die große Zahl von Witzen über Cancel Culture und sexuelle Gewalt im Drehbuch zu verzichten. Für filmische Zusammenarbeiten mit aktivistischen Regisseuren und mit Regisseurinnen wie Céline Sciamma oder Gisèle Vienne sei sie jedoch jederzeit offen.

## MeToo und Aktivismus
Im November 2019 gab Haenel der französischen Internet-Zeitung Mediapart ein Interview, in dem sie von sexuellen Belästigungen durch den Kleine-Teufel-Regisseur Christophe Ruggia zwischen ihrem 12. und 14. Lebensjahr berichtete. Sie wurde damit zu einer der Protagonistinnen der französischen MeToo-Bewegung. In dem Interview betonte sie auch, dass es ihr mehr um die Änderung des Gesellschaftssystems als um die Verurteilung einzelner Individuen gehe; es gebe keine Monster, sondern die Gesellschaft ermögliche und fördere gewisse Handlungen. Haenel verklagte Ruggia im Verlauf des Jahres 2019.
Als Roman Polanski 2020 den César in der Kategorie Beste Regie erhielt, erhob sich Haenel und verließ, begleitet von Sciamma und anderen, mit dem Ausruf „la honte!“ („Schande!“) den Saal. Polanski wurde bereits mehrfach wegen sexueller Belästigung und Pädophilie angeklagt. Céline Sciamma war für den Film Porträt einer jungen Frau in Flammen, ein Drama über die Liebesbeziehung zwischen zwei Frauen im 18. Jahrhundert, ebenfalls für den Preis für die beste Regie nominiert, Haenel für den César als Beste Hauptdarstellerin. Die Geste wurde in den französischen Medien kontrovers diskutiert. Haenel erfuhr breite Unterstützung unter anderem durch den Philosophen Paul B. Preciado und die Schriftstellerin Virginie Despentes.
Die Schauspielerin wandte sich in der Folge zunehmend von der Filmbranche ab.
Im Februar 2025 sprach ein Gericht in Paris Ruggia des Missbrauchs an Haenel schuldig und verurteilte ihn zu vier Jahren Haft. Ruggia kündigte an, Berufung einzulegen.

## Filmografie
- 2002: Kleine Teufel (Les diables) – Regie: Christophe Ruggia
- 2007: Water Lilies (Naissance des pieuvres) – Regie: Céline Sciamma
- 2007: Les solitudes – Regie: Frédéric Guelaff (Kurzfilm)
- 2008: Le bel esprit – Regie: Frédéric Guelaff (Kurzfilm)
- 2009: Les grandes forêts – Regie: Frédéric Guelaff (Kurzfilm)
- 2009: Frau und frei! (Déchaînées) – Regie: Raymond Vouillamoz
- 2009: Pauline – Regie: Céline Sciamma (Kurzfilm)
- 2010: Adieu Molitor – Regie: Christophe Régin (Kurzfilm)
- 2011: Une heure avec Alice – Regie: Jean-Paul Civeyrac (Kurzfilm)
- 2011: Les enfants de la nuit – Regie: Caroline Deruas (Kurzfilm)
- 2011: Haus der Sünde (L’apollonide (Souvenirs de la maison close)) – Regie: Bertrand Bonello
- 2011: Apres le sud – Regie: Jean-Jacques Jauffret
- 2011: En ville – Regie: Valérie Mréjen, Bertrand Schefer
- 2011: Confession of a Child of the Century – Regie: Sylvie Verheyde
- 2012: Folks – Regie: Frédéric Guelaff (Kurzfilm)
- 2012: Alyah – Regie: Elie Wajeman
- 2012: Trois mondes – Regie: Catherine Corsini
- 2013: Die unerschütterliche Liebe der Suzanne (Suzanne) – Regie: Katell Quillévéré
- 2014: Liebe auf den ersten Schlag (Les combattants) – Regie: Thomas Cailley
- 2014: L’homme qu’on aimait trop – Regie: André Téchiné
- 2015: The Forbidden Room – Regie: Guy Maddin, Evan Johnson
- 2015: Les ogres – Regie: Léa Fehner
- 2016: Das unbekannte Mädchen (La fille inconnue) – Regie: Jean-Pierre und Luc Dardenne
- 2016: Die Blumen von gestern – Regie: Chris Kraus
- 2017: Rastlos, Renée (Orpheline) – Regie: Arnaud des Pallières
- 2017: 120 BPM (120 battements par minute) – Regie: Robin Campillo
- 2018: Lieber Antoine als gar keinen Ärger (En liberté!) – Regie: Pierre Salvadori
- 2018: Ein Volk und sein König (Un peuple et son roi) – Regie: Pierre Schoeller
- 2019: Monsieur Killerstyle (Le daim) – Regie: Quentin Dupieux
- 2019: Les héros ne meurent jamais – Regie: Aude Léa Rapin
- 2019: Porträt einer jungen Frau in Flammen (Portrait de la jeune fille en feu) – Regie: Céline Sciamma
- 2021: Retour à Reims (Fragments) – Regie: Jean-Gabriel Périot

## Auszeichnungen (Auswahl)

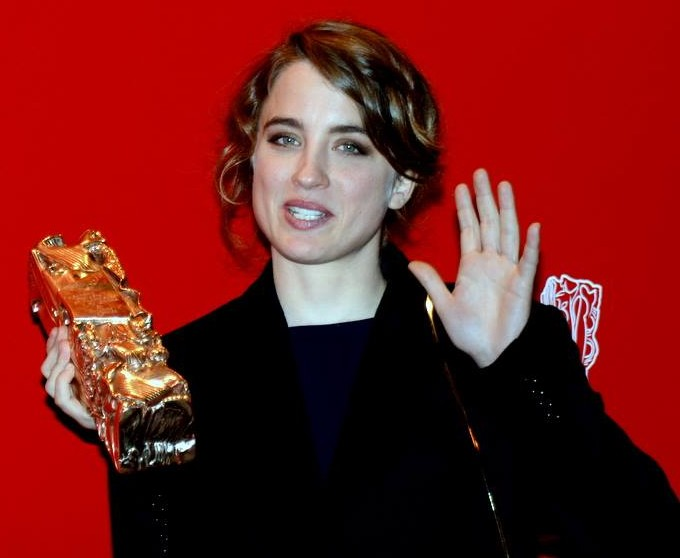
Adèle Haenel beim César 2015

- 2008: César-Nominierung, Beste Nachwuchsdarstellerin, für Water Lilies
- 2012: César-Nominierung, Beste Nachwuchsdarstellerin, für Haus der Sünde
- 2012: Französischer „Shooting Star“ der European Film Promotion
- 2012: Prix Lumières, Beste Nachwuchsdarstellerin, für Haus der Sünde
- 2014: César, Beste Nebendarstellerin, für Die unerschütterliche Liebe der Suzanne
- 2015: César, Beste Hauptdarstellerin, für Liebe auf den ersten Schlag
- 2015: Romy-Schneider-Preis
- 2015: Nominierung Prix Lumières, Beste Darstellerin, für Liebe auf den ersten Schlag und L’homme qu’on aimait trop
- 2018: César-Nominierung, Beste Nebendarstellerin, für 120 BPM
- 2019: César-Nominierung, Beste Hauptdarstellerin, für Lieber Antoine als gar keinen Ärger
- 2019: Nominierung Europäischer Filmpreis, Beste Darstellerin, für Porträt einer jungen Frau in Flammen (mit Noémie Merlant)
- 2020: César-Nominierung, Beste Hauptdarstellerin, für Porträt einer jungen Frau in Flammen